# Батакакумба
«Батакакумба» — первый студийный электрический альбом Ольги Арефьевой и группы «Ковчег». Записан в стиле регги. Выпущен в 1995 году фирмой Extraphone на CD и аудиокассетах. Переиздан в 2000 году фирмой «Отделение Выход» с добавлением бонусов.

## Список композиций
Все песни написаны Ольгой Арефьевой.
| №                   | Название                             | Длительность |
| ------------------- | ------------------------------------ | ------------ |
| 1.                  | «Дорога в рай»                       | 6:35         |
| 2.                  | «Скорее пой»                         | 3:30         |
| 3.                  | «Магия чисел»                        | 2:20         |
| 4.                  | «На хрена нам война»                 | 3:10         |
| 5.                  | «Поцелуй в глаза»                    | 2:30         |
| 6.                  | «Все мы пойдём вслед за Джа»         | 4:40         |
| 7.                  | «Женщина»                            | 4:20         |
| 8.                  | «Раста это классно»                  | 4:37         |
| 9.                  | «Марш-на-фарш»                       | 3:00         |
| 10.                 | «Джа пустит трамвай из болота в рай» | 6:30         |
| 11.                 | «Если Джа хочет, то Джа хлопочет»    | 4:20         |
| Общая длительность: | Общая длительность:                  | 45:32        |

| №   | Название                    | Длительность |
| --- | --------------------------- | ------------ |
| 12. | «Вслед за Джа» (dub-версия) | 4:32         |

| №  | Название             | Длительность |
| -- | -------------------- | ------------ |
| 1. | «На хрена нам война» |              |

## Участники записи
- Ольга Арефьева — вокал, бэк-вокал, гитара
- Всеволод Королюк — барабаны, перкуссия, саксофон, флейта, бэк-вокал
- Вячеслав Кондратьев — ритм-гитара, соло-гитара
- Михаил Трофименко — бас-гитара, бэк-вокал, клавишные (1, 5, 8), губная гармоника (3)
- Борис Марков — перкуссия
- Игорь Вдовченко — безладовый бас (10)
- Олег Степурко — флюгельгорн (9)